# Paraclinus beebei
Paraclinus beebei е вид лъчеперка от семейство Labrisomidae.

## Разпространение
Видът е разпространен в Гватемала, Коста Рика, Мексико, Никарагуа, Панама, Салвадор и Хондурас.